# Opera italiana
La tradizione dell'opera italiana è la più celebre della musica lirica nel mondo.

## Le origini
Le origini del melodramma risalgono fino all'inizio del XVI secolo negli "intermedi" eseguiti fra un atto e l'altro di una commedia recitata e nella cosiddetta "pastorale drammatica", o "tragicommedia", durante la quale alcuni personaggi intervenivano nell'azione drammatica esprimendosi sia cantando che suonando strumenti. I primi librettisti e compositori che musicarono completamente alcuni spettacoli teatrali, dando origine al melodramma, utilizzarono gli stessi soggetti delle tipologie di spettacolo appena citate, poiché poteva essere plausibile che un personaggio si esprimesse cantando solo se esso apparteneva al mondo fantastico ed idilliaco dell'Arcadia.
La prima opera interamente in musica, la favola pastorale Dafne si cominciò a progettare in ambiente fiorentino già nel 1594 per mano del librettista Ottavio Rinuccini con musica di Jacopo Corsi e Jacopo Peri. L'opera fu rappresentata in pubblico nel 1598.
Negli stessi anni molti altri compositori arrogarono a sé il merito di aver dato vita al nuovo tipo di spettacolo: Emilio de' Cavalieri nel 1600 ricorda di aver composto, già tra l'anno 1590 e il 1596 tre pastorali recitate in musica e Giulio Caccini pubblicò di tutta fretta la sua Euridice prima ancora che fosse rappresentata.
Le regole per la versificazione osservate dagli stessi Peri e Caccini nel libretto di Rinuccini e rispettate a lungo da quel momento in poi, prevedevano per il recitativo:
- un preponderante sillabismo nel rapporto testo/musica;
- un ritmo irregolare, estremamente simile al parlato, anche per l'assenza di ripetizioni verbali e per la tendenza ad adottare nella melodia un movimento a grado congiunto;
- la tendenza a marcare le sillabe toniche utilizzando valori di durata maggiore rispetto a quelli utilizzati per le sillabe precedenti; facendole consonare con il basso; pronunciandole con un vocalizzo virtuosistico;
- l'utilizzo di cadenze perfette in caso che nella versificazione vi fossero segni di interpunzione quali il punto o il punto e virgola, viceversa, in caso vi fosse una virgola o i due punti, si ricorreva a cadenze imperfette o ad inflessioni.

Alle parti corali e alle prime forme di aria era destinata una versificazione molto diversa rispetto a quella dei versi sciolti, che si caratterizzava per:
- i versi caratterizzati da un forte sperimentalismo: non più solo endecasillabi, vi era anche spazio per i versi alla francese e per la lirica anacreontica;
- la prevalente stroficità;
- l'aderenza del basso continuo al canto;
- l'utilizzo di una più ristretta varietà di combinazioni ritmiche;
- la ripetizione della porzione finale di un testo;
- il profilo vocale non perfettamente aderente alla declamazione del testo letterario;
- il rapporto testo/musica più generico.

### Gli sviluppi locali
Mentre l'opera prendeva piede in tutta Italia ed Europa, nacquero nel paese diverse scuole locali, in particolar modo quella romana, veneziana e napoletana.

#### Scuola romana
Il nuovo tipo di spettacolo si diffuse ben presto a Roma, dove operava il noto prelato-librettista Giulio Rospigliosi (diventato poi papa Clemente IX) favorito dalla famiglia toscana dei Barberini, ai vertici della vita mondana romana nei primi decenni del Seicento.
Tra i compositori che operarono in questo periodo si possono ricordare: Luigi Rossi, Michelangelo Rossi, Marco Marazzoli, Paolo Quagliati, Domenico e Virgilio Mazzocchi, Stefano Landi.
Dagli anni trenta del Seicento i soggetti delle opere mutarono fortemente: a quelli della tradizione pastorale e dell'Arcadia, si preferirono quelli dei poemi cavallereschi, generalmente di Ludovico Ariosto e di Torquato Tasso, oppure quelli tratti dall'agiografia cristiana e dalla commedia dell'arte.
Aumentò il numero dei personaggi e di conseguenza divennero molteplici gli intrecci drammatici. Inoltre si sviluppò un nuovo metodo di intonazione dei versi del recitativo, più adatto alle diverse situazioni scaturite dalla ricca trama e che fosse più vicino al parlato, ricco di parentetiche a discapito dello stile paratattico che aveva tanto caratterizzato le prime opere fiorentine. Si assistette ad un notevole aumento delle arie virtuosistiche e cariche di effusioni liriche.

#### Scuola veneziana
La città di Venezia fu un polo importantissimo per la diffusione dell'opera in musica, perché è a Venezia, con l'apertura del primo teatro d'opera pubblico, il Teatro San Cassiano (nel 1637), che questo genere artistico si rivela praticabile ovunque e, non più destinato ad una élite di intellettuali e aristocratici, acquista carattere di intrattenimento.
A quel tempo l'opera italiana era "in viaggio" verso l'estero, in particolare le terre d'oltralpe dell'Europa centrale, compresa Praga in quanto metropoli del Regno boemo.
I teatri erano già adibiti alla recita di commedie e vennero solo riadattati da alcune ricche famiglie, però questa tendenza fu di grande importanza perché di fatto ci si dirigeva sempre più verso una concezione imprenditoriale dell'opera in musica.
I soggetti della nuova opera in musica erano in genere tratti dalla storia romana e dalle leggende su Troia, per celebrare gli ideali eroici e la nobile genealogia dello Stato veneziano, comunque non mancano vicende amorose e romanzesche.
Le opere contano per lo più di tre atti, diversamente da quelle principesche che di norma ne contavano cinque.
Gran parte della versificazione è ancora quella del recitativo, tuttavia spesso nei momenti di forte tensione emotiva vi sono frasi melodiche ariose dette arie cavate proprio perché "tolte" dal recitativo.
Le strutture chiuse si incontrano in episodi gioiosi, con personaggi buffi; giovani; damigelle...

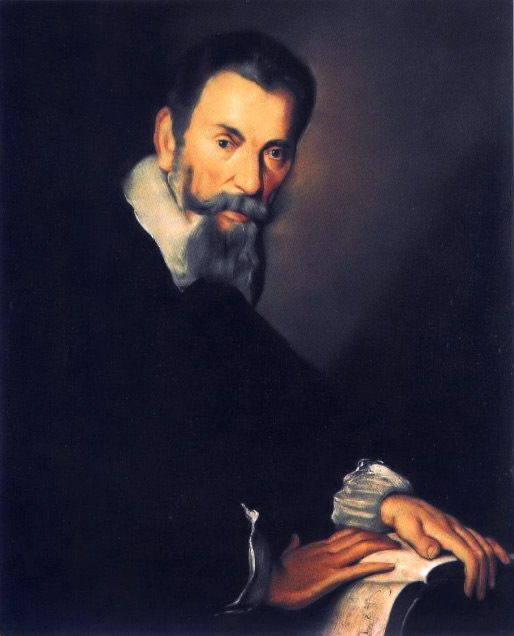
Claudio Monteverdi

Gli operisti che più contribuirono alla notorietà e allo sviluppo dell'opera veneziana furono Claudio Monteverdi, Francesco Cavalli, Antonio Cesti e Giovanni Legrenzi.

#### Scuola napoletana
Nell'area di Napoli, già dalla prima metà del Cinquecento si sviluppò una radicata cultura per la composizione e per la musica che porterà alla nascita della Scuola musicale napoletana. Quest'ultima sarà punto di riferimento accademico e culturale in tutta Europa raggiungendo però il suo apice intorno al XVIII secolo, quando avrà il merito di aver fatto nascere l'opera comica e l'opera buffa.
In città, nel corso della metà del XVI secolo iniziarono ad apparire già i primi conservatori che diverranno poi punto cardine in tutto il panorama musicale europeo. Questi erano in ordine cronologico il Conservatorio di Santa Maria di Loreto (1537), quello della Pietà dei Turchini (1573), dei Poveri di Gesù Cristo (1589) e quello di Sant'Onofrio a Porta Capuana (1598).

### L'opera Italiana nel contesto del Barocco boemo
L'epoca barocca fu un periodo di grande prosperità per l'opera italiana, la quale ebbe un ruolo molto importante nella storia del Regno boemo.
L'Italia allora diede all'Europa compositori eccezionali e nuovi generi musicali, ma soprattutto l'opera. Benché questo genere teatral-musicale fosse utilizzato soltanto come abbellimento delle feste private di Firenze nel 1600, con l'apertura del primo teatro dell'opera italiano (Venezia, 1637) divenne accessibile a tutti gli strati sociali.
Da allora l'opera italiana "viaggiò" anche all'estero, e a Praga (a quel tempo parte del Regno boemo) fu molto importante anche per la cultura dei cittadini.

## Settecento

### Opera seria
Durante il Settecento la vita artistica e culturale italiana fu fortemente influenzata dagli ideali estetici e poetici degli appartenenti all'Accademia dell'Arcadia.
I poeti arcadici apportarono molte modifiche sul dramma musicale serio italiano, tra cui:
- la semplificazione della trama;
- la soppressione dei soggetti comici;
- la riduzione del numero delle arie;
- la tendenza all'isometria;
- la predilezione per le trame del teatro tragico antico e per quello francese moderno, in cui si esaltassero i valori della fedeltà, dell'amicizia, della virtù e che celebrassero il potere assoluto del sovrano.

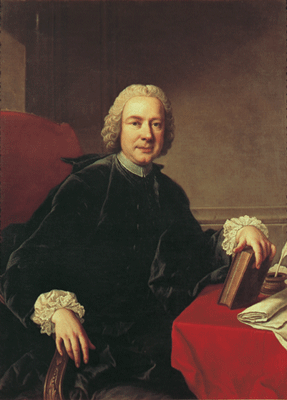
Pietro Metastasio

Fra i poeti dell'epoca, quello che godette maggiore fortuna come librettista (e che la mantenne per secoli dopo la sua morte) fu Pietro Metastasio, appartenente all'Accademia dell'Arcadia.
L'influenza delle teorie arcadiche si può notare nella tendenza a comporre arie isometriche di ugual numero di versi, dal linguaggio semplice ed eufonico.
Durante il Settecento il grande sviluppo dell'aria ne accentua il forte distacco dal recitativo, caratterizzato da:
- una maggiore limitatezza delle espressioni armoniche del basso continuo;
- l'irrigidimento delle cadenze;
- il ritmo del testo in versi sciolti riprodotto sommariamente;
- la tendenza ad utilizzare, specie in determinate situazioni cariche di retorica, andamenti melodici stereotipati.

Il recitativo più impiegato è quello 'secco' o 'semplice', chiamato così perché 'semplicemente' accompagnato dal solo basso continuo. Raramente si utilizza quello 'accompagnato' o 'obbligato', nato attorno al 1720, dall'usanza di accompagnare gli 'ariosi' con l'orchestra.
Nella seconda parte del Settecento si assistette, per volontà di alcuni sovrani e di esimi compositori e librettisti alle loro dipendenze, al tentativo di fondere l'opera italiana con la 'tragedie lirique' francese.
Questo tentativo fu incoraggiato dal ducato di Parma, la corte italiana più sensibile alla cultura d'oltralpe. Per lo sposalizio di Isabella (figlia di Filippo di Borbone, sposato con la figlia del re di Francia Luigi XV) con Giuseppe arciduca d'Austria, Tommaso Traetta, compositore chiamato a corte dal direttore degli spettacoli e ministro della Real Casa Guillaume du Tillot, compose uno spettacolo teatrale molto vicino allo stile francese. A Vienna per l'occasione si presentarono due feste teatrali. Mesi dopo l'arciduca commissionò a Traetta la composizione di una festa teatrale per il genetliaco della moglie.

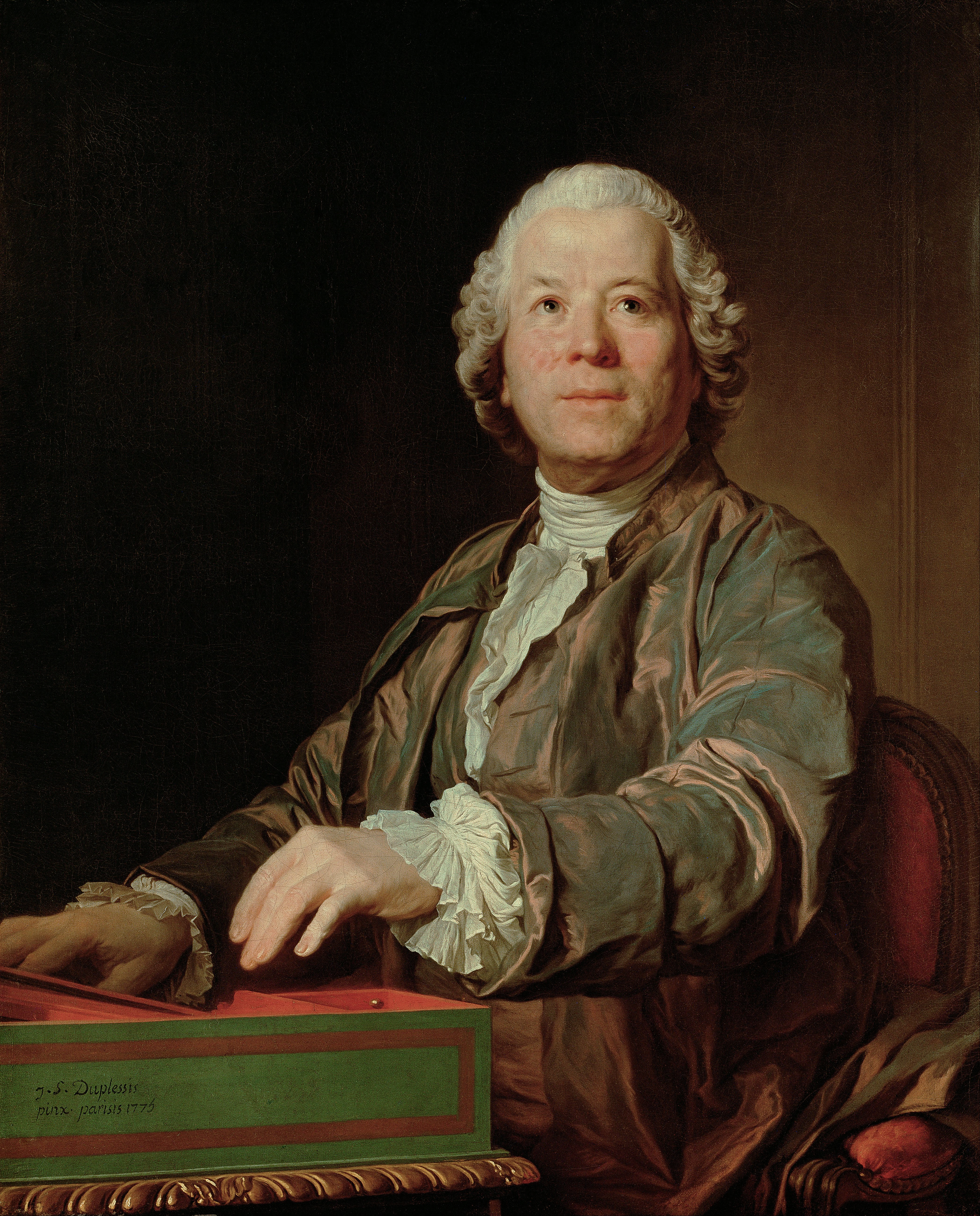
Christoph Willibald Gluck

Tutte queste spinte assolutamente positive verso l'opera francese vennero accolte e portate alla loro massima espressione dal compositore tedesco Christoph Willibald Gluck in collaborazione con il librettista italiano Ranieri de' Calzabigi, artefici della cosiddetta 'riforma dell'opera'.
I caratteri fondamentali dell'opera seria italiana alla fine del Settecento sono:
- l'importanza conferita al coro, visto sempre più come personaggio attivo nell'azione drammatica;
- il rifiuto dell'aria col da capo e delle obsolete strutture che avevano caratterizzato un'epoca che si può definire 'dei virtuosi', in favore di strutture più semplici e dinamiche, come l'aria bipartita, la cavatina, l'aria in forma di rondò;
- la tendenza a far sì che l'organico orchestrale si esprima al massimo delle sue potenzialità, con il conseguente aumento degli 'orchestrati d'azione'. L'unità di misura fulcro del melodramma è ora la 'scena';
- i libretti sono più legati ai testi della letteratura moderna;
- la metrica è assai varia e aperta a nuove sperimentazioni e combinazioni.

### Opera buffa

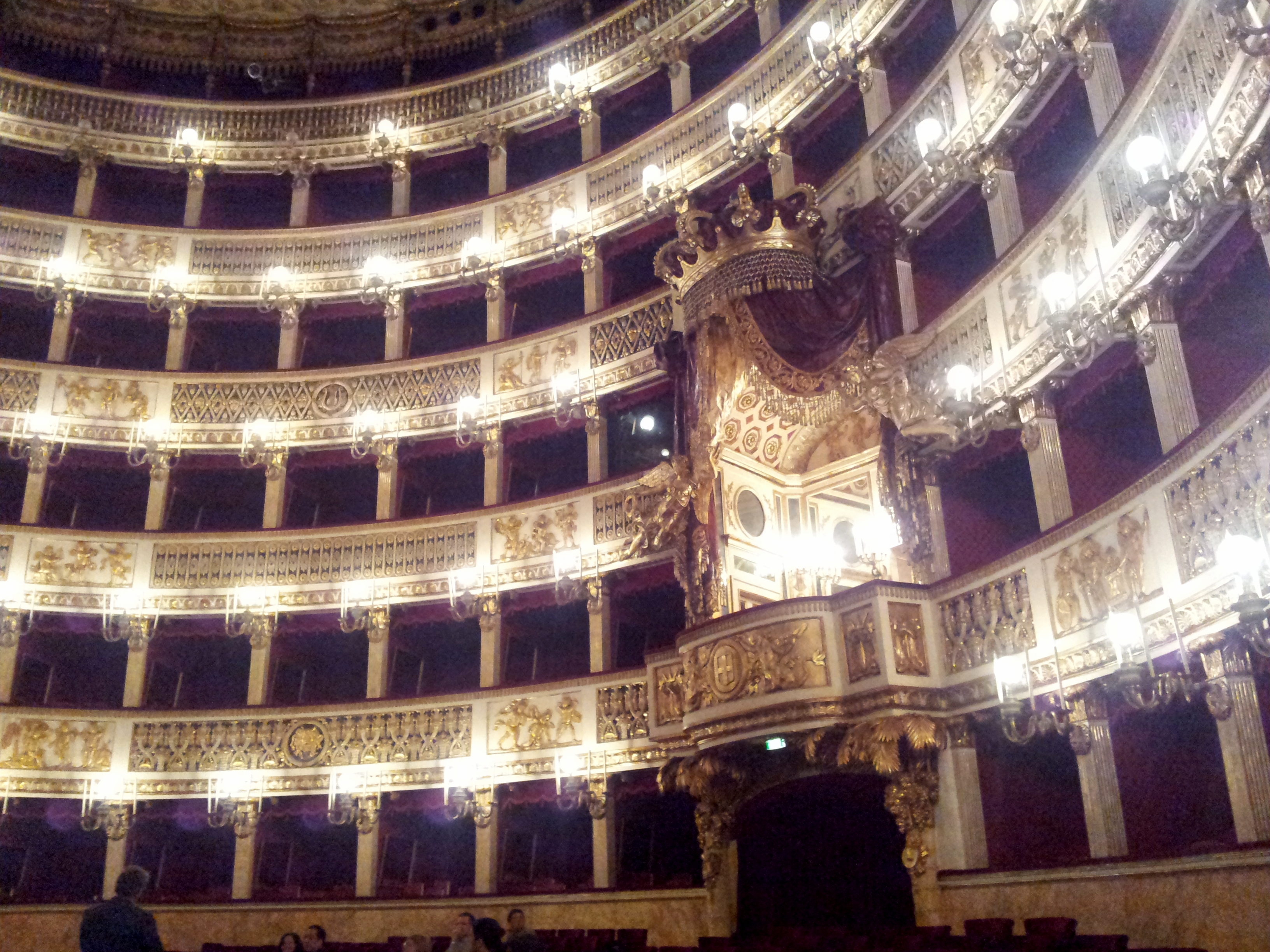
Il Teatro San Carlo di Napoli (1737). Il più antico teatro d'opera al mondo ancora attivo

L'opera buffa è uno stile sviluppatosi nel Settecento a Napoli e prese successivamente piede prima a Roma e poi in tutta Italia fino all'Europa intera. La corrente si sviluppò in maniera stabile nella città partenopea dove si ebbe ancor prima dell'opera buffa, l'opera comica. Napoli, durante il XVIII secolo, fu uno dei centri musicali più rilevanti di tutto il palcoscenico europeo e simbolo di questa cultura ampiamente radicata in città sta nella nascita del Real teatro San Carlo.
Questa forma iniziò a svilupparsi con l'opera Il trionfo dell'onore di Alessandro Scarlatti nel 1718. Iniziata su libretto in napoletano, venne presto italianizzata con le opere di Scarlatti, Pergolesi (La serva padrona, 1733), Galuppi (Il filosofo di campagna, 1754), Piccinni (La Cecchina, 1760), Paisiello (Nina, 1789), Cimarosa (Il matrimonio segreto, 1792), la trilogia di Mozart/Da Ponte (Le nozze di Figaro, 1786, Don Giovanni, 1787 e Così fan tutte, 1790) e, nella prima metà del XIX secolo, le grandi opere buffe di Rossini (Il barbiere di Siviglia, 1816 e La Cenerentola, 1817) e Donizetti (L'elisir d'amore, 1832 e Don Pasquale, 1843). Con questi grandi compositori il genere dell'opera buffa raggiungerà l'apice del successo per poi declinare dopo la metà del XIX secolo, nonostante il Falstaff di Giuseppe Verdi sia andato in scena nel 1893.
I primi compositori di opere buffe furono Giovanni Battista Pergolesi, Nicola Bonifacio Logroscino, Baldassare Galuppi, Alessandro Scarlatti, Leonardo Vinci, Leonardo Leo e Francesco Feo. Il lavoro di costoro, tutti operanti a Napoli o Venezia, venne poi ripreso ed ampliato da Niccolò Piccinni, Giovanni Paisiello e Domenico Cimarosa.
L'opera buffa si distingue da quella seria per molteplici caratteristiche:
- l'importanza affidata all'azione scenica e, di conseguenza, la necessità che la musica seguisse i cambiamenti dell'azione drammatica, enfatizzando l'espressività delle parole;
- la scelta di cantanti che fossero anche ottimi attori per valorizzare l'azione;
- le dotazioni sceniche e organico orchestrale ridotti;
- la presenza di pochi personaggi (per lo meno nell'opera comica breve-intermezzo, diversa dall'opera comica di dimensioni intere, che prenderà piede più tardi) e trame semplici (un buon esempio è La serva padrona, 1733, di Pergolesi);
- i libretti ispirati alla commedia dell'arte, con soggetti realistici, linguaggio colloquiale, espressioni gergali;
- per quanto riguarda la vocalità: il netto rifiuto del canto virtuosistico; la tendenza alla pronuncia errata delle parole; la frequente presenza di tic melodici e ritmici; l'inserimento di onomatopee e di interiezioni varie;
- la versificazione spesso caratterizzata da ipermetrie per rendere più realisticamente effetti di sbadiglio, starnuto, risata; la presenza di frasi brevi e scattanti con molte terminazioni tronche e sdrucciole;
- lo scarso utilizzo di cantanti castrati.

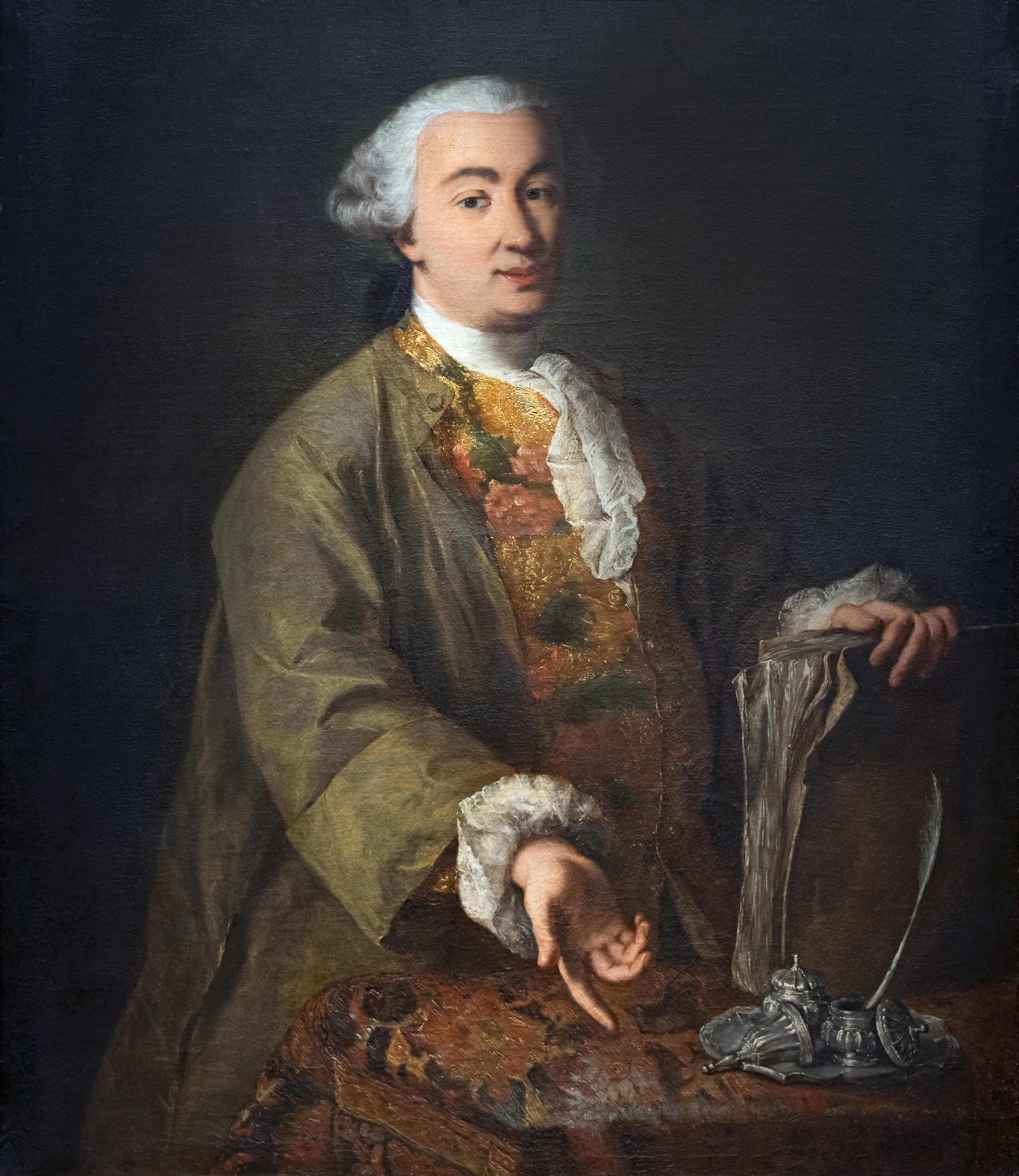
Carlo Goldoni

Nella seconda parte del Settecento l'opera comica deve la sua fortuna alla collaborazione del drammaturgo Carlo Goldoni con il musicista Baldassare Galuppi.
Grazie a Goldoni l'opera comica acquisisce molta più dignità dell'intermezzo; egli infatti ne fissa l'organizzazione formale in 2-3 atti, creando libretti per opere di ampio respiro, che differiscono significativamente da quelle del primo Settecento per la complessità delle trame e della psicologia dei personaggi tra i quali se ne annoverano alcuni di seri, a discapito di quelli caricaturati in maniera esasperata. Ora vi sono presenti anche intrecci amorosi, trame che vedano al loro centro il conflitto tra le diverse classi sociali e anche spunti autoreferenziali. Il più famoso lavoro congiunto di Goldoni e Galuppi è Il filosofo di campagna (1754).
Dalla collaborazione di Goldoni con un altro famoso compositore, Niccolò Piccinni, nacque con La Cecchina (1760) il genere semiserio, che vede agire durante lo spettacolo due personaggi buffi, due nobili e due mezzi caratteri.
La versificazione goldoniana è caratterizzata da uno stile più omogeneo rispetto a quello polimetrico dei lavori precedenti.
Per lo sviluppo dell'opera comica ebbe una notevole importanza la 'farsa in un atto', un tipo di spettacolo musicale inizialmente pensato come riassunto di un'opera comica di grandi dimensioni, ma che col tempo acquisisce sempre di più la propria dignità, divenendo un genere a sé stante, caratterizzato da: una vocalità nettamente virtuosistica; l'affinamento dell'orchestrazione; la grande importanza affidata alla regia; la presenza di equivoci e sorprese durante l'azione.

## Ottocento e Novecento

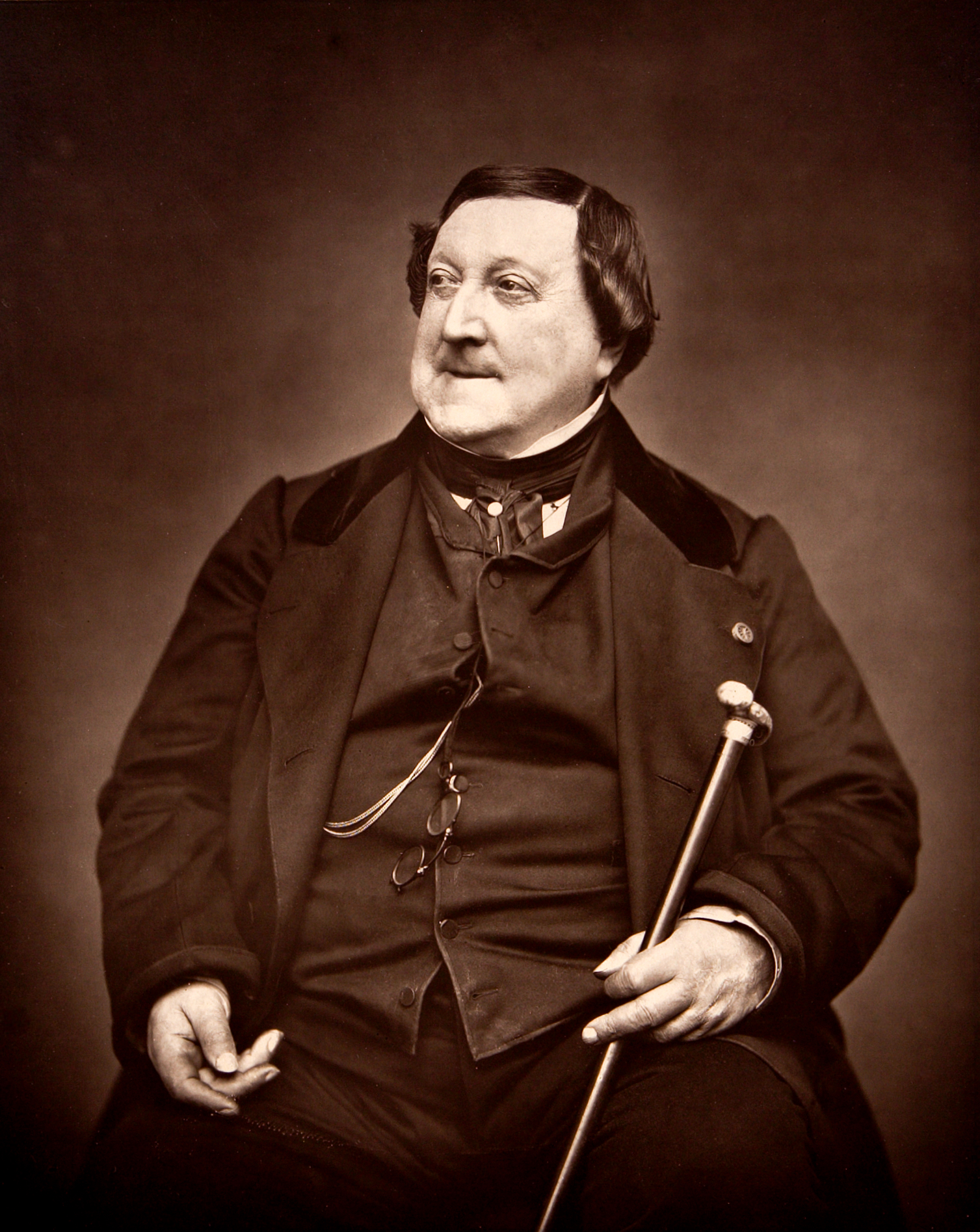
Gioachino Rossini

Durante l'Ottocento ebbero molta fortuna le opere di autori quali Gioachino Rossini, Vincenzo Bellini, Gaetano Donizetti e Giuseppe Verdi.
In generale i temi delle opere di questo periodo furono influenzati dalla letteratura nazionale ma anche dal nascente romanticismo europeo e da William Shakespeare di conseguenza le trame sono spesso basate sui moti interiori dei personaggi, non di rado protagonisti di storie d'amore passionali e azioni tragiche. Le figure più presenti sono quelle del tiranno e della donna innamorata. All'opera comunque francese si debbono i molteplici effetti spettacolari e i colpi di scena. Il libretto consta di norma di 2-3 atti.
Durante l'Ottocento si stabilì un preciso rapporto tra il ruolo del cantante e la sua voce:
- scomparve la voce del castrato, le parti del quale vennero affidate ad un contralto 'en travesti'
- a poco a poco al tenore non vennero più affidate le parti da antagonista, anzi, egli incarnò sempre più spesso l'ideale dell'eroe innamorato ed estremamente passionale
- al basso vennero affidate parti solenni, arie miste di saggezza e moralità
- si diede grande importanza al baritono, antagonista in amore del tenore (come lo è del soprano il suo corrispondente femminile, il mezzosoprano)
- la voce del soprano fu ormai inscindibilmente associata a delicatissime quanto idealizzate e angeliche figure femminili, fragili ma al contempo spesso forti dei valori della pudicitia e della castità.

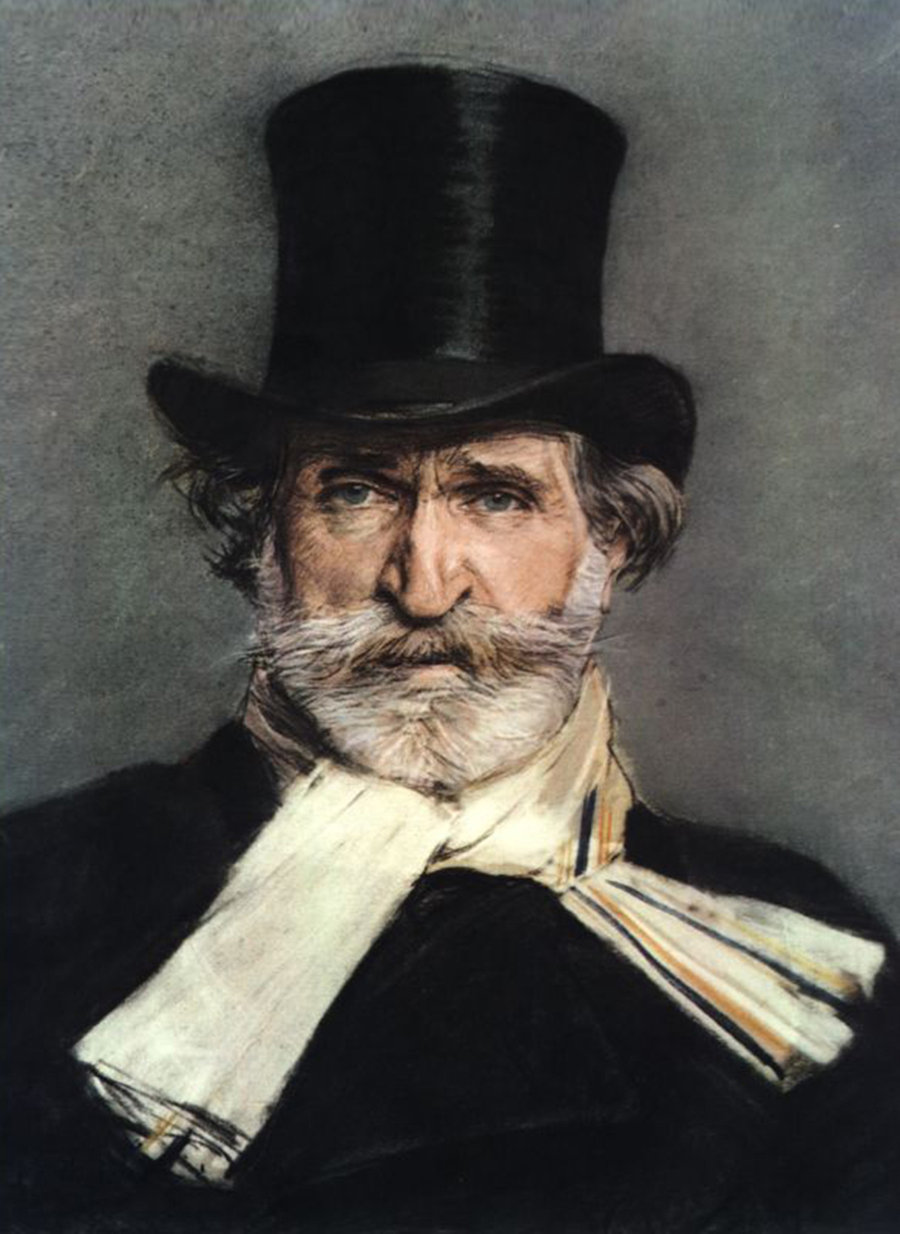
Giuseppe Verdi

Fino a quasi la metà del XIX secolo la metrica dei libretti era caratterizzata dal prevalente utilizzo di versi parisillabi, assai incisivi e adatti al nuovo tipo di situazione scenica. Il testo è generalmente molto essenziale. Molto utilizzata è la quadratura isometrica.
Dalla metà del secolo in poi, molti librettisti cominciarono a sperimentare nuove strutture metriche più flessibili: molteplici sono le strofe polimetriche, i versi con sillabe dispari e le forme metriche mescolate tra loro.
L'organizzazione formale del melodramma ottocentesco si fonda su quella che Abramo Basevi ha definito solita forma.

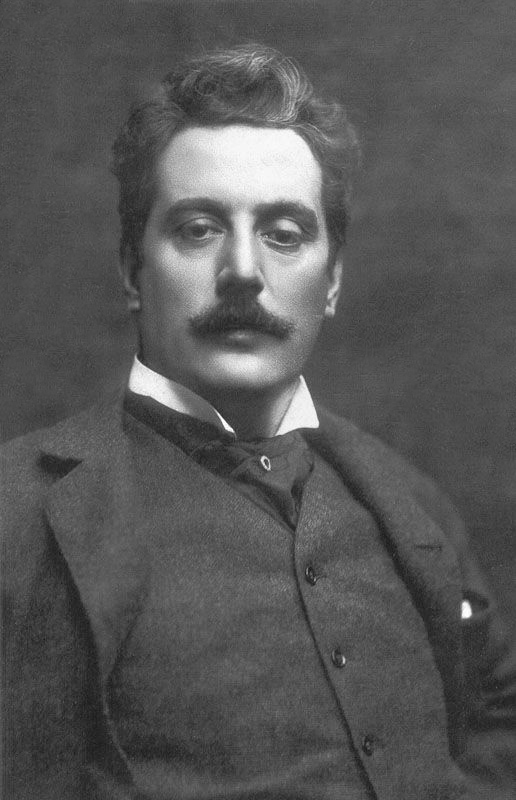
Giacomo Puccini

Sullo scorcio dell'Ottocento e nei primi decenni del Novecento i maggiori compositori che si dedicarono al melodramma e furono importanti esponenti del verismo musicale furono: Pietro Mascagni, Ruggero Leoncavallo, Umberto Giordano, Francesco Cilea e soprattutto Giacomo Puccini.
I critici li hanno accomunati con l'epiteto di Giovane Scuola e, a partire da Cavalleria rusticana di Mascagni, alcuni di loro hanno seguito la via dell'opera verista, che ebbe particolare fortuna nell'ultimo decennio del XIX secolo.
I librettisti prendono spunto dal romanticismo d'oltralpe; dalla scapigliatura (alcuni librettisti, tra cui Antonio Ghislanzoni, Arrigo Boito, e Ferdinando Fontana, erano degli scapigliati); dal naturalismo francese di Émile Zola; dal verismo di Verga. I soggetti e il linguaggio sono quelli della vita quotidiana, nella riproduzione della quale gli spettatori possano identificarsi. L'opera verista è caratterizzata da una passionalità drammatica e straziante, da storie truculente di intrighi familiari e gelosie. Si hanno anche opere con soggetti storici o esotici.
Sulla linea (già adottata dal tardo Verdi) di rottura del susseguirsi di versi isosillabici, specie se parisillabi, lo sperimentalismo dei librettisti tra Ottocento e Novecento si fa sempre più forte. La metrica è assolutamente flessibile, e mutante.
Dal punto di vista musicale la struttura è estremamente scorrevole, le arie sono concise, i periodi melodici spesso interrotti. La vocalità è stentorea e spinta, le note acute vengono prese di scatto e spesso subito interrotte, per ottenere un effetto più naturalistico, più vicino al parlato. Notevole è l'impiego delle masse orchestrali, spesso dedite a far trasparire melodie esotiche o dal colore locale (in questa tendenza si nota molto l'influsso di opere francesi come la Carmen di Bizet).